# ノスタルジア (竹内まりやの曲)
「ノスタルジア」（Nostalgia）は、竹内まりやの31枚目のシングル。2001年11月7日にMOON RECORDSより発売された。

## 概要
前作から約2か月での発売となったシングルであり、「ノスタルジア」「すてきなホリデイ」の2曲ともアルバム『Bon Appetit!』からのシングル・カットで、両曲ともタイアップがついている。
「ノスタルジア」は、実らぬ初恋のやるせない想いをテーマにしたマイナー・ボサノバ調の作品。竹内は、「報われなかった恋の方が、歌としてのロマンチシズムを掻き立てられるのはなぜでしょう」と語っている。
「すてきなホリデイ」は、日本ケンタッキー・フライド・チキンのクリスマスCMソングとしての書き下ろし曲で、2000年から長年にわたり使用されている。1995年に同CMで使用された「今夜はHearty Party」が若者のパーティのようなイメージであったのに対し、本作はアットホームな家族のクリスマスというテーマの絵コンテを元に書き下ろされた。この楽曲は実際にオーケストラと一緒のブースで録音している。まりや自身も「ケンタッキーのお話が無ければ書いていない楽曲」としており、タイアップに感謝の1曲であるという。CMでは、半音上がる終盤以降が採用されている。2023年リリースのシングル「君の居場所 (Have a Good Time Here)」に、“2023 New Remaster”にて収録された。
テレビCMが始めて放送された後、クリスマスにふさわしいという反響が視聴者から寄せられた。以降もクリスマスの時期にCM楽曲として用いられており、クリスマスソングとして認知されている。クリスマスシーズンのケンタッキー各店では、この楽曲と夫・山下達郎の「クリスマス・イブ」が頻繁に流されている店舗も多い。それにより、竹内が出演した『日曜日の初耳学』内のコーナー「インタビュアー林修」（2024年11月3日放送）で「日本のクリスマスを夫婦で独占」と紹介された。

## 収録曲
| 全作詞・作曲: 竹内まりや。 |                                                                          |            |            |          |      |
| #                          | タイトル                                                                 | 作詞       | 作曲・編曲 | 編曲     | 時間 |
| 1.                         | 「ノスタルジア」(テレビ朝日系ドラマ『はみだし刑事情熱系』主題歌)         | 竹内まりや | 竹内まりや | 山下達郎 | 4:50 |
| 2.                         | 「すてきなホリデイ」('01 ケンタッキーフライドチキン・クリスマスCMソング) | 竹内まりや | 竹内まりや | 服部克久 | 4:40 |
| 3.                         | 「ノスタルジア（オリジナル・カラオケ）」                                 | 竹内まりや | 竹内まりや |          | 4:50 |
| 4.                         | 「すてきなホリデイ（オリジナル・カラオケ）」                             | 竹内まりや | 竹内まりや |          | 4:36 |

## レコーディング・メンバー

### ノスタルジア
- 山下達郎 : Compter & Synthesizer Programming, Electric Guitar, Acoustic Guitar, Keyboards & Percussion
- 佐橋佳幸 : Nylon String Guitar
- 篠崎正嗣 : Strings Concert Master
- 朝川朋之 : Harp
- 中川昌三 : Alto Flute
- 竹内まりや : Background Vocals
- 橋本茂昭 : Compter & Synthesizer Programming
- 服部克久 : Strings & Alto Flutes Arrangement

### すてきなホリデイ
- 岡沢章 : Electric Bass
- 千代正行 : Electric Guitar
- 美野春樹 : Electric Piano
- 篠崎正嗣 : Strings Concert Master
- 朝川朋之 : Harp
- 菅坂雅彦 & 横山均 : Trumpet
- 松本治 & 広原正典 : Trombone
- 高桑英世 & 大澤明子 : Flute
- 山根公男 : Clarinet
- 藤田乙比古，萩原顕彰 & 白谷隆 : Horn
- 庄司知史 : Oboe
- 佐藤潔 : Tuba
- 草刈とも子 & 高田みどり : Percussion
- 三谷泰弘 : Background Vocals
- 高尾直樹 : Background Vocals
- 佐々木久美 : Background Vocals
- 国分友里恵 : Background Vocals
- 服部克久 : Orchestral Arrangement

## 収録アルバム
ノスタルジア
- 『Bon Appetit!』
- 『Turntable』

すてきなホリデイ
- 『Bon Appetit!』
- 『Expressions』

## カバー
ノスタルジア
- クリストファー・クロス（2003年4月16日、コンピレーション・アルバム『Sincerely...II〜Mariya Takeuchi Songbook〜』収録）
- 鈴木早智子（2003年12月10日、『零〜re-generation〜』収録）

すてきなホリデイ
- 三浦あずさ（声優：たかはし智秋）（2009年12月16日、『THE IDOLM@STER MASTER SPECIAL WINTERS』収録）
- ROCO（2011年11月5日、『こどもじゃず その4』収録）
- しまじろう（声優：南央美）（2011年11月9日、『しまじろう みんなで クリスマスパーティ!』収録）

## 参考資料
- 『Turntable』（ライナーノーツ）竹内まりや、MOON RECORDS / WARNER MUSIC JAPAN、2019年9月。WPCL 13077,13078,13079。